# Василевский сельский совет (Солонянский район)
Василевский сельский совет (укр. Василівська сільська рада) — входит в состав
Солонянского района
Днепропетровской области
Украины.
Административный центр сельского совета находится в 
с. Василевка.

## Населённые пункты совета
- с. Василевка
- с. Антоновка
- с. Дорогановка
- с. Каменное
- с. Новосёловка
- с. Червонокаменное